# Chapada de Areia
Chapada de Areia is een gemeente in de Braziliaanse deelstaat Tocantins. De gemeente telt 1.273 inwoners (schatting 2009).